# Giovanni Dupleint
Giovanni Jaramillo Lino (Guayaquil, 7 de agosto de 1970), conocido por el nombre artístico Giovanni Dupleint, es un presentador de televisión y activista por los derechos humanos ecuatoriano.

## Biografía
Se inició en la vida pública desde corta edad como modelo y en 1999 incursionó en la radio. Alcanzó la fama en la televisión nacional con su participación por más de cuatro años como panelista del programa de televisión Buenos muchachos, adaptación del programa argentino Televisión registrada.
Posteriormente participó como panelista o conductor en programas de televisión como Vamos con todo, en el que permaneció de 2007 a 2012, Faranduleros e Intrusos. También trabajó en los periódicos Hoy y El Telégrafo. En 2009 fue nombrado «personaje revelación» por la fundación LGBT Famivida, dado que Dupleint es abiertamente bisexual.
Incursionó en la política en 2012 tras anunciar que se lanzaría como candidato a la Asamblea Nacional de Ecuador por el Partido Sociedad Patriótica, del expresidente Lucio Gutiérrez, para en un futuro ser candidato a la vicepresidencia de la república. Sin embargo, meses después anunció que desistía de la candidatura y acusó al expresidente Gutiérrez de haberle pedido recursos económicos para permitirle ser candidato.
Durante su tiempo como presentador de Vamos con todo, Dupleint era considerado una de las figuras más polémicas de la televisión ecuatoriana por sus conflictos con otras figuras de la farándula local. En 2010 causó controversia luego de emitir afirmaciones consideradas racistas en vivo durante el programa, al afirmar: «!Los afroecuatorianos o sirven para vender cocadas o para futbolistas».